# 日陣
日陣（にちじん、延元4年/暦応2年4月21日（1339年5月30日） - 応永26年5月21日（1419年6月14日））は、法華宗陣門流の門祖（派祖）である。宗門の高祖（宗祖）日蓮有縁の地佐渡ヶ島（佐渡国）の東岸、北陸道の越後国瀬波郡加治庄荒川郷（現在の新潟県胎内市）にて生誕。父は佐々木高貞、母は今出川兼季の娘妙菊で、俗姓は栗原氏とされる。

## 生涯
幼名は門一丸。貞和3年（1347年）、長久山本成寺（新潟県三条市）代官日龍の下で得度した。

### 本成寺を承継
彼は京に上洛して、延文元年（1356年）、高祖（宗祖）日蓮から日朗・日印と流れる法脈を受け継ぎ越後国三条本成寺住職で京六条本圀寺に住む日静に師事し、円光坊日陣、門一阿闍梨と名乗った。日静は文保・元応時代の幕府殿中にて日印が仏教全宗派を論破したことを鎌倉殿中問答として記録した人間である。応安2年（1369年）、日静は日陣に越後国本成寺を、日伝（六条門流）に京の本圀寺を与えた。

### 門祖
日陣は、日伝が比叡山天台宗寄りになるにつれて対立し、題目宗の宗祖日蓮の教えを重んじるためにたもとをわかった。京の拠点として本圀寺に代わる本禅寺（現在は京都府京都市上京区寺町通へ移転）を建立し、日陣は当時（室町時代）の日本の中心であった京での布教をし、全国各地を巡教し法論問答の結果各地の寺を改宗させたり法華宗寺院を建立したりした。このため新しい門流の祖（門祖）と成った。
応永26年（1419年）本成寺を弟子日存に与え、題目宗の伝道弘通のため本成寺を出る。以後不明のため、この日をもって示寂の年とする。

## 教義
日陣の教義は勝劣派で釈迦本仏論である。根本経典法華経の解釈は勝劣派であるが、「勝」とする本門のうち、日陣は特に法華経如来寿量品第十六を重んじる。師（日静）の師にあたる日印が鎌倉幕府殿中にて大ヤマであったとされる天台僧との問答で論破した（出典、「鎌倉殿中問答」）点である「法華経本門寿量品の本仏釈迦如来の慈悲救済」こそ、宗祖日蓮の教え（題目宗）が他の教義よりも勝っている箇所であるとする。この「法華経本門寿量品の本仏釈迦如来の慈悲救済」とは「南無妙法蓮華経」の五字七字の題目と言うことである。寿量品に法華七喩の最後の比喩の話である良医病子のたとえが出て来るが、ここで毒を飲んだ子供（ここでは衆生のことを指す）を治療する色や香りが良く美味なる大良薬とはこの五字七字の題目（南無妙法蓮華経）であると解釈するのである。ここでの子供たち（一切衆生）の父を経文の字句どおり説法している釈迦と解釈するため教義は釈迦本仏論である。すなわち、本仏は法華経本門寿量品久遠実成の釈迦如来とする。法華宗であるため法華経を三宝（仏法僧）のうち法宝の第一に置くが、高祖日蓮の位置付けは仏宝ではなく僧宝としている。ここでの良医病子のたとえに位置付けると、高祖日蓮とは、毒気が深く入って大良薬を服さなかった子供たちに他国にいる良医である父から「父の死」（釈迦如来の涅槃）を伝えに来た「使い」、要するに大良薬（五字七字の題目）を飲ませる（唱えさせる）ために遣わせた「使い」であると解釈する。また、「劣」と見るものの迹門では方便品第二を中心とする。
また、日陣は、仏教で釈迦が最後に説いたと伝わる依法不依人（えほうふえにん）の立ち場を貫いた。